# Аугуста Холц
Аугуста Луиз Холц (енгл. Augusta Louise Holtz; Чарнков, 3. август 1871 — Флорисант, 21. октобар 1986) била је америчка суперстогодишњакиња која је према гинисовој књизи рекорда носила титулу најстарије живе особе на свету у периоду од 13. октобра 1983. до 21. октобра 1986. године, а затим и титулу најстарије особе у историји у периоду од 18. јуна 1985. до 20. августа 1989. године. Била је прва документована особа која је напунила 114 и 115 година.

## Биографија
Аугуста Холц рођена је у Чарнкову, Пољска (тада у саставу Немачког царства), 3. августа 1871. године. Њени родитељи били су Михаел Хоп (1838—1918) и Вилемина Хенријета Хоп (1831—1922). У доби од 2 године, 1873, преселила се у Сједињене Америчке Државе. 1900. године, удала се за Едварда Холца са којим је имала четворо деце: два сина (Едварда и Аугуста) и две ћерке (Истер и Гертруду). Едвард је преминуо 1922. године, у 49. години живота. Касније се преселила у округ Сент Луис, Мисури, где је провела остатак живота.
13. октобра 1983. године, након смрти 113-годишње Еме Вилсон из Мисурија, постала је најстарија жива особа у Сједињеним Америчким Државама и на свету.
18. јуна 1985. године, у доби од 113 година и 319 дана, премашила је старост Елајзе Андервуд (1867–1981) од 113 година и 318 дана, поставши најстарија документована особа у историји.
3. августа 1985. године, прославила је свој 114. рођендан, поставши прва особа која је неоспорно напунила 114 година, а годину дана касније, 3. августа 1986. године, прославила је свој 115. рођендан, поставши прва особа која је напунила 115 година.
Аугуста Холц преминула је у Флорисанту, Мисури, Сједињене Америчке Државе, 21. октобра 1986. године, у доби од 115 година и 79 дана. Титулу најстарије особе у историји, држала је све до 20. маја 1989. године, када је њену старост надмашила Истер Вигинс (1874–1990) из Мисисипија.